# 毛克盛
毛克盛（1648年3月26日（順治五年三月初三日）—1700年12月13日（康煕三十九年十一月四日）），和名伊野波親方盛平，童名眞宇志，號瑞泉，琉球國第二尚氏王朝政治家、三司官。毛氏伊野波殿內二世。
毛克盛是三司官毛泰永（伊野波親方盛紀）的長子，也是毛起龍（識名親方盛命）的兄長。康熙十二年（1673年），因薩摩藩藩主島津綱貴的正妻常照院（浄性院）去世，毛克盛奉命出使薩摩藩慰問並弔祭。
康熙十四年（1675年），任平等之側職。康熙十八年（1679年），奉命巡監諸地頭裁植的欝金、甘蔗，巡行大宜味、國頭、久志、金武、勝連、具志川六個間切。康煕二十七年（1688年），繼承家督之位及本部間切惣地頭職，加增知行高四十斛（都合為八十斛）。
康熙二十九年（1690年），奉命出使薩摩藩，祝賀島津吉貴出痘。
康熙三十三年九月十日（1694年10月28日），就任三司官。康熙三十八年八月二十六日（1699年10月18日）致仕。康煕三十九年十一月四日（1700年12月13日）卒，壽五十三。十一月六日（12月15日），葬於見上森西之墳。
康熙五十三年八月朔日（1714年9月9日），追贈紫地浮織冠。

## 家族
- 父：毛泰永（伊野波親方盛紀）
- 母：眞尹金（號性月。向氏大工廻親方朝株女）

- 室：思武太金（號泰雲。毛國珍（池城親方安憲）女）
  - 長男：毛得範（伊野波親雲上盛忠）
  - 次男：糸滿親雲上盛任